# A Lármás család: A film
A Lármás család: A film (eredeti cím: The Loud House Movie) 2021-ben bemutatott amerikai-brit 2D-s számítógépes animációs kalandfilm-vígjáték, amely a Lármás család című animációs sorozat alapján készült. A filmet Dave Needham rendezte, a forgatókönyvet Kevin Sullivan és Chris Viscardi írta. A Top Draw Animation, British Film Institute és a Nickelodeon Movies gyártásában készült és a Netflix forgalmazásában jelent meg.
Az Amerikai Egyesült Államokban és Magyarországon is 2021. augusztus 20-án mutatták be a Netflixen 

## Cselekmény
Megjegyzés: Ez a film a "Couple Dreams" (Az álomautó) és a "Schooled!" (Iskolakezdés) között játszódik.
A Lármás család a saját éttermükben ünneplik meg a lányok sikeres eredményeit, amikor Lincoln úgy érzi hogy ő csak a lánytesói árnyékában él. Miután elbeszélgetett Clyde-al, aki arról beszélt hogy az ősei francia származásúak, Lincoln felteszi ezt a kérdést a szüleinek.
Anyjuk Rita szerint az ősei mind Royal Woods-bol származnak, apjuk Idősebb Lynn nem tudja hol származnak az ősei. Ennek eredményeként Lisa kísérletet végez, ahol Idősebb Lynn ősei Skóciába származnak. A Lármás család ezután Skóciába mennek egy hetes nyaralásra, mozgalmas utazások volt, amely során egy rakománytérből ejtőernyőznek, hőlégballonnal repülnek és tengeralattjáróval utaznak. Amikor megérkezik a skót Loch-más városba, amely sok furcsasággal van tele a város, a Lármás család megtudja a város polgáraitól, hogy ők a skót királyság leszármazottai, és a kastélyhoz felé indulnak, ahol a kastély kertésze Angus és a kastély elégedetlen házvezetőnője Morag vezeti.

## Szereplők
| Szereplő                      | Eredeti hang     | Magyar hang        |
| ----------------------------- | ---------------- | ------------------ |
| Lármás Lincoln                | Asher Bishop     | Vida Bálint        |
| A herceg                      | Asher Bishop     | Vida Bálint        |
| Lármás Lori                   | Catherine Taber  | Pekár Adrienn      |
| Lármás Leni                   | Liliana Mumy     | Csuha Borbála      |
| 1600-as évekbeli Leni         | Liliana Mumy     | Csuha Borbála      |
| Lármás Luna                   | Nika Futterman   | Dobó Enikő         |
| Lármás Luan                   | Cristina Pucelli | Molnár Ilona       |
| Ifjabb. Lármás Lynn           | Jessica DiCicco  | Solecki Janka      |
| Lármás Lucy                   | Jessica DiCicco  | Nagy Katica        |
| Lármás Lana                   | Grey Griffin     | Hermann Lilla      |
| Lármás Lola                   | Grey Griffin     | Laudon Andrea      |
| Lármás Lily                   | Grey Griffin     | Sipos Eszter Anna  |
| Scoots                        | Grey Griffin     | Réti Szilvia       |
| Lármás Lisa                   | Lara Jill Miller | Nemes Takách Kata  |
| 1600-as évekbeli Lisa         | Lara Jill Miller | Nemes Takách Kata  |
| Idősebb. Lármás Lynn          | Brian Stepanek   | Holl Nándor        |
| 1600-as évekbeli Idősebb Lynn | Brian Stepanek   | Holl Nándor        |
| Lármás Rita                   | Jill Talley      | Ősi Ildikó         |
| 1600-as évekbeli Rita         | Jill Talley      | Ősi Ildikó         |
| Angus                         | David Tennant    | Miller Zoltán      |
| Morag                         | Michelle Gomez   | Peller Anna        |
| Vén Aggie                     | Katy Townsend    | Peller Anna        |
| Lármás Lucille                | Katy Townsend    | Nagy Blanka        |
| Mrs. Scroggins                | Katy Townsend    | Koncz-Kiss Anikó   |
| Clyde McBride                 | Andre Robinson   | Berecz Kristóf Uwe |
| Bobby Santiago                | Carlos PenaVega  | Ifj. Boldog Gábor  |
| Ronnie Anne Santiago          | Izabella Alvarez | Boldog Emese       |
| Scott                         | Billy Boyd       | Nagy Gereben       |
| Halász                        | Billy Boyd       | TBA                |
| Lela, a sárkány               | Jan Johns        | Eredeti hang       |
| Lolo, a sárkány               | Jan Johns        | Eredeti hang       |
| Tengeralattjáró kapitány      | Candi Milo       | TBA                |
| Harangozó                     | Carlos Alazraqui | TBA                |
| May nagyi                     | Debra Wilson     | TBA                |
| Collette nagyi                | Debra Wilson     | TBA                |
| Helene nagyi                  | Debra Wilson     | Mohácsi Nóra       |
| Mrs. Turnberry                | Debra Wilson     | Czirják Csilla     |
| Csipsz árus                   | Ruth Connell     | TBA                |
| Sofőr                         | Ruth Connell     | TBA                |
| Hal árus                      | Tru Valentino    | TBA                |
| Jack bácsi unokaöccse         | Peter Ettinger   | TBA                |

- További hangok: Csonka Anikó, Fehér Péter, Szabó Endre, Szrna Krisztián, Bartók László, Illésy Éva, Kereki Anna, Tárnok Csaba
- Ének:  Veréb Tamás, Békefi Viktória, Cseh Dávid Péter, Sánta László, György-Rózsa Sándor, Szemenyei János
- Kórus:  Sági Tímea, Juhász Levente, Szentirmai Zsolt, Posta Victor

### Szinkronstáb
| Magyar változat munkatársai | Magyar változat munkatársai |
| --------------------------- | --------------------------- |
| Szinkronstúdió              | SDI Media Hungary           |
| Magyar szöveg               | Kozma Bori                  |
| Dalszöveg                   | Weichinger Kálmán           |
| Vágó                        | Kránitz Bence               |
| Operatív vezető             | Derzsi Kovács Éva           |
| Felvevő hangmérnök          | Weichinger Kálmán           |
| Hangmérnök                  | Böhm Gergely                |
| Zenei rendező               | Posta Victor                |
| Szinkronrendező             | Dezsőffy Rajz Katalin       |
| Produkciós vezető           | Felföldi Anna               |

## Bemutató
2017-ben jelentették be a mozifilm érkezését, akkor még a Paramount Pictures forgalmazásában és eredetileg 2020 február 7-én jelent volna meg. A Paramount Pictures 2019 januárjában ismeretlen okok miatt törölte a filmet, ám 2019. február 12-én újrakészítették a Netflix-szel. A Netflix 2021. január 12-én a Twitter oldalára kiposztolt egy kis sztorit. 2021. június 12-én bejelentették, hogy 2021. augusztus 20-án mutatják be a filmet.[forrás?]